# Júnior Caiçara
Uilson de Souza Paula Júnior známý jako Júnior Caiçara (* 27. dubna 1989, São Paulo, Brazílie) je brazilský fotbalový obránce, který v současné době hraje za klub FC Schalke 04 v německé Bundeslize.
Má i bulharský pas a nevyloučil možnost reprezentovat Bulharsko.

## Klubová kariéra
Na klubové úrovni hrál v Brazílii za EC Santo André, CS Alagoano a América FC (SP). Od léta 2010 do ledna 2012 hostoval v portugalském klubu Gil Vicente FC, poté byl do června 2015 hráčem bulharského týmu Ludogorec Razgrad, v jehož dresu posbíral řadu trofejí. V červnu 2015 přestoupil za 4,5 milionu eur do německého bundesligového celku FC Schalke 04.